# 圣阿维
圣阿维（法語：Saint-Avit，法語發音：[sɛ̃.t‿avit]）是法国朗德省的一个市镇，位于该省东部，属于蒙德马桑区。

## 地理
圣阿维（43°56'28"N, 0°26'43"W）面积40.74 平方千米，位于法国新阿基坦大区朗德省，该省份为法国西南部沿海省份，是法國本土面积第二大的省，北起吉倫特省，西临大西洋，南至大西洋比利牛斯省，东临热尔省，东北与洛特-加龍省接壤。
与圣阿维接壤的市镇（或旧市镇、城区）包括：布格、卡南和雷奥、加耶尔、吕克巴尔代兹和巴尔格、马兹罗勒、蒙德马桑、于沙克和帕朗蒂斯、塞尔。
圣阿维的时区为UTC+01:00、UTC+02:00（夏令时）。

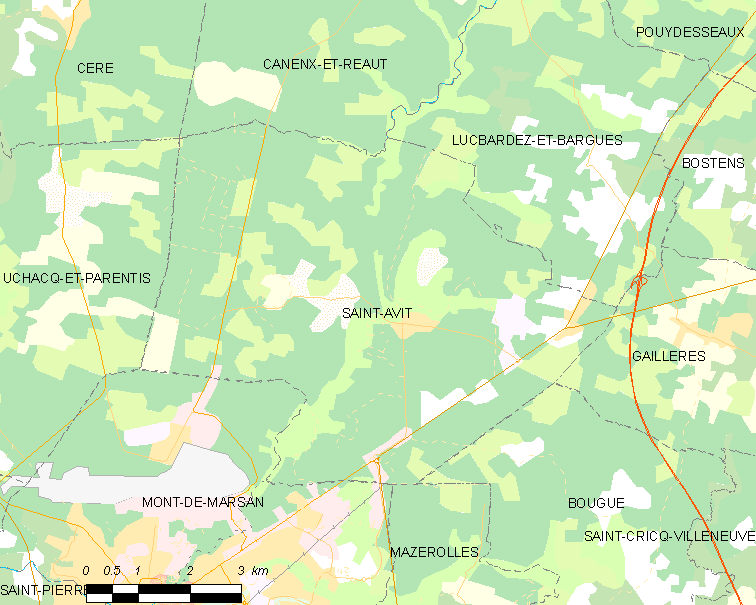
圣阿维的OSM定位图

## 行政
圣阿维的邮政编码为40090，INSEE市镇编码为40250。

## 政治
圣阿维所属的省级选区为蒙德马桑第一县。

## 人口

1962-2008年间圣阿维人口变化图示

圣阿维于2022年1月1日时的人口数量为691人。